# Cosmia obsoleta
Cosmia obsoleta är en fjärilsart som beskrevs av Barend J. Lempke 1942. Cosmia obsoleta ingår i släktet Cosmia och familjen nattflyn. Inga underarter finns listade i Catalogue of Life.